# Дорохін Іван Дмитрович
Іва́н Дми́трович Доро́хін — старший солдат Збройних сил України.

## Бойовий шлях
Військовик 30-ї механізованої бригади.
На підступах до Луганська розвідники Дмитро Боголюб, рядовий Іван Дорохін та сержант Сергій Малишко отримали завдання випробувати щойно прийнятий на озброєння підрозділу новий безпілотник у бойових умовах. Група з 6 військовиків вирушила від блокпоста в бік терористів, які окопалися на території газорозподільного комплексу. Приблизно за кілометр до місцезнаходження терористів група розділилася та далі йшла під прикриттям зелених насаджень. Після вибуху «розтяжки», яку не помітив його напарник, осколки влучили Боголюбу в голову, ногу та руку. Група правильно зреагувала, миттєво залігши — при огляді помітили ще дві РГД-5. Від вибуху Боголюба оглушило, терористи почали обстріл; під прикриттям димової завіси та відстрілюючись повернулися до блокпоста.

## Нагороди
8 вересня 2014 року — за особисту мужність і героїзм, виявлені у захисті державного суверенітету та територіальної цілісності України, вірність військовій присязі під час російсько-української війни, відзначений — нагороджений орденом «За мужність» III ступеня.